# Ladro (Dungeons & Dragons)
Nel gioco di ruolo fantasy, il Ladro (Dungeons & Dragons) (Rogue nella versione originale in inglese, che potrebbe essere tradotto in italiano come canaglia, farabutto o vagabondo) è una delle classi base, nonché una delle più note. Il termine può essere facilmente ed erroneamente associato ad un tipo di attitudine comportamentale che ha del criminale; in realtà quella del Ladro è una delle classi più versatili ed intriganti del gioco stesso. Si potrebbe infatti pensare che il ruolo del ladro sia quello di un furfante dedito al brigantaggio, che si limita a vivere di espedienti, alla ricerca ossessiva di tesori e oggetti di valore da saccheggiare.

## Il ruolo di un Ladro
In realtà la classe del Ladro incarna lo spirito di un avventuriero astuto, imprevedibile e poliedrico. Assolutamente inadatto a combattere a viso aperto con guerrieri esperti o creature potenti, incapace di lanciare incantesimi di qualunque genere, il ladro deve riuscire a cavarsela con la propria arguzia in tutte le circostanze che gli si presentano di volta in volta, cercando sempre il modo migliore per esporsi il meno possibile e contemporaneamente ottenere il massimo vantaggio. Per questo un ladro riesce ad essere micidiale muovendosi inosservato, per colpire la propria vittima sorprendendola con la guardia abbassata, alle spalle o ai fianchi, o in tutte quelle situazioni nelle quali la sua presenza non sia stata avvertita. Altresì un ladro è sempre alla ricerca di sotterfugi e manovre, a volte anche vili, attraverso i quali far volgere a proprio favore una situazione che sembrava essere disperata.
La presenza di un Ladro nel gruppo è spesso di vitale importanza, con l'ampio spettro di azioni che un giocatore di questa classe può compiere nell'interesse del gruppo stesso; infatti un ladro è esperto nel trovare e disarmare trappole e trabocchetti di ogni sorta, nello scassinare serrature, nell'arrampicarsi lungo pareti ed incunearsi attraverso cunicoli, nel compiere piccoli furti, e molto altro ancora. Quello del ladro insomma è uno stile di vita che lo avvicina in qualche modo a quello del bardo; vive alla giornata alla ricerca del massimo che l'ambiente circostante e le condizioni del momento gli possono offrire. Spesso sono spinti ad agire dall'avidità, ma possono anche avere nobili intenti. Vivono generalmente nelle grandi città, dove le possibilità di trovare lavoro e monete d'oro sono maggiori; il loro modo di vivere dipende dalla loro situazione economica, che può variare dall'estrema povertà all'enorme ricchezza accumulata in anni di attività.
Per diventare ladro, il personaggio usualmente entra a far parte di un'organizzazione segreta (ad esempio, una gilda di ladri), che ha il controllo delle attività illecite di un determinato territorio. Appena ammesso, occuperà il livello più basso nella scala gerarchica, ma potrà fare esperienza e affinare le sue abilità; un giorno potrebbe scegliere di mettersi in proprio o acquisire più potere all'interno della gilda.

## Caratteristiche chiave
Come ogni classe, anche i Ladri hanno caratteristiche principali, nelle quali sarebbe bene godere di modificatori positivi (cioè valori piuttosto alti, in una scala che va da 1 a 20).
La Destrezza è la caratteristica chiave primaria per un Ladro; un valore di 15 o più permette ai Ladri di poter operare agilmente e con sicurezza nelle proprie capacità.
Un alto punteggio di Intelligenza fa sì che un Ladro sia più abile nelle azioni che dovrà compiere di volta in volta.
Completano il profilo valori discreti (se possibile) di Saggezza e Carisma, con i quali migliorare la percezione dell'ambiente circostante o l'aura di fascino della propria personalità.
Ai Ladri non è richiesto un alto punteggio in Forza e Costituzione.

## Interpretare un Ladro
Dal punto di vista interpretativo, il giocatore che si trova a ricoprire il ruolo di Ladro deve essere in grado di sopperire ad alcune debolezze della classe, che alla lunga potrebbero frustrare chi non riesce a pensare velocemente in modo intelligente. Infatti il ruolo del Ladro in una compagnia può essere facilmente sminuito e declassato a semplice borsaiolo, mentre in realtà un giocatore impegnato in un personaggio Ladro dovrebbe essere sempre mosso da una fervida volontà nel ricercare nuove avventure. Proprio per la mentalità insita nella natura del Ladro, al giocatore è lasciata molta libertà interpretativa, potendo spaziare da un carattere molto estroverso, come quello di un ladro un po' bullo e spaccone, che voglia sempre mettersi in mostra vivendo apertamente sul filo del rasoio ed ai margini della legalità, per finire con il ladro cauto ed introverso, che preferisca muoversi dietro le quinte, manovrando fili ai più invisibili e che voglia mantenersi ben lontano dall'attenzione di regnanti o ufficiali.

## Evoluzione

### Original D&D
Il Ladro è introdotto per la prima volta nel gioco con il supplemento Greyhawk, diventando la quarta classe base. Senza nessun requisito di accesso per il personaggio, il Ladro può essere solo di allineamento Neutrale o Caotico; tutte le razze possono accedere alla classe, senza nessuna limitazione nel livello massimo raggiungibile anche per i semiumani. Ha numerose capacità speciali, tipicamente ladresche; alcune di esse possono essere acquisite solo ad alto livello:
- Scassinare serrature (anche magiche)
- Scoprire/Rimuovere trappole
- Sentire rumori
- Muoversi silenziosamente
- Borseggiare
- Nascondersi nelle ombre
- Attacco alle spalle
- Scalare pareti
- Lettura dei linguaggi non magici
- Lanciare incantesimi arcani da pergamena

È molto limitato nell'uso di armi ed armature, poiché può brandire solo pugnali e spade e, come protezione, può indossare solo corazze di cuoio (vista la necessità di avere libertà di movimento per utilizzare le sue capacità speciali). Alcune razze hanno accesso ad alcune combinazioni multiclasse (anche in questo caso non ci sono limitazioni nel livello massimo per la classe Ladro):
- Elfo
  - Guerriero/Mago/Ladro
- Nano
  - Guerriero/Ladro

Nel supplemento Blackmoor viene introdotta una sottoclasse del Ladro, l'Assassino. Con il supplemento Eldritch Wizardry un Ladro può possedere dei poteri psionici.

### AD&D Prima Edizione
Per poter essere Ladro, il personaggio deve aver almeno 9 come punteggio di Destrezza; gli unici allineamenti proibiti sono Legale Buono e Caotico Buono. È ancora presente la sottoclasse dell'Assassino. Le armi che può utilizzare sono: pugnale, spada corta, spada lunga, spadone, fionda, dardi, randello. La limitazione nelle armature è la stessa di OD&D. Anche le capacità speciali sono rimaste invariate, ma ora alcune capacità subiscono una penalità o un bonus in base alla razza e al modificatore di Destrezza. In aggiunta, il Ladro conosce il Gergo dei ladri, un particolare modo di comunicare segreto fatto di gesti e parole in slang. Le combinazioni multiclasse, riguardanti il Ladro, che possono essere scelte sono:
- Elfo
  - Guerriero/Ladro
  - Guerriero/Mago/Ladro
  - Mago/Ladro
- Gnomo
  - Guerriero/Ladro
  - Illusionista/Ladro
- Halfling
  - Guerriero/Ladro
- Mezzelfo
  - Guerriero/Ladro
  - Guerriero/Mago/Ladro
  - Mago/Ladro
- Nano
  - Guerriero/Ladro
- Mezzorco
  - Chierico/Ladro
  - Guerriero/Ladro[5]

#### Unearthed Arcana
Il Ladro non è obbligato ad indossare solamente la corazza di cuoio, ma può scegliere di vestire anche una corazza di cuoio borchiato o una cotta di maglia elfica, subendo però delle penalità nell'utilizzo delle sue capacità speciali; se non porta nessuna armatura invece guadagna dei bonus. La lista delle armi permesse si allunga aggiungendo anche la possibilità di usare armi da tiro ben più efficaci di una fionda (cioè arco corto e balestra a mano) e altre armi da mischia (garrota, manganello, coltello, falchion). È descritta la sottoclasse del Ladro acrobata, a cui può accedere un Ladro di alto livello con almeno 15 in Forza e 16 in Destrezza. Questo particolare tipo di ladro non progredisce più nelle capacità speciali Scassinare serrature, Scoprire/Rimuovere trappole e Borseggiare; progredisce nelle altre, e inoltre ne ottiene di nuove:
- Camminata sulla fune
- Saltare
- Acrobazie
- Saltare con l'asta

Oltre alle normali armi permesse al Ladro, il Ladro Acrobata può usare anche il lazo e il bastone.

### D&D Quarta Versione
Il Ladro è una classe base indissolubilmente legata alla razza umana, poiché le altre razze selezionabili dal giocatore sono diventate classi base. Può essere di qualsiasi allineamento. Se le capacità speciali e la limitazione nelle armature sono rimaste invariate, ora il Ladro può utilizzare tutte le armi da tiro e brandire qualsiasi arma da mischia non richieda due mani per poter essere utilizzata.

### AD&D Seconda Edizione
Il ladro è inserito nel gruppo dei "Vagabondi", e quindi ha, in comune con le altre classi del gruppo, il Dado Vita e la tabella dei punti esperienza. Non è più presente la sottoclasse dell'Assassino. Il personaggio, che può essere di qualsiasi razza, deve avere almeno 9 in Destrezza e non essere di allineamento Legale Buono per poter essere Ladro. Rispetto ad AD&D1ed ora può utilizzare anche arco corto, balestra a mano, coltello, lazo e bastone. La limitazione nelle armature (con eventuale penalità nelle capacità speciali) è divenuta la stessa di Unearthed Arcana. Al momento della creazione del personaggio il giocatore può personalizzare il proprio Ladro assegnando una certa quantità di punti percentuale fra le capacità speciali; ad ogni passaggio di livello ne riceve altri da assegnare. La capacità di lanciare incantesimi arcani da pergamena è ampliata aggiungendo la possibilità di lanciare anche incantesimi divini. Rispetto alla prima edizione lo gnomo ha a disposizione più combinazioni multiclasse, dato che può essere anche Guerriero/Ladro e Chierico/Ladro.

### D&D Terza Edizione (3.0)
A sottolineare l'allontanamento dal "modello ladresco" della classe, non ci sono limitazioni nell'allineamento. Assenti anche i requisiti di caratteristica. La tabella dei punti esperienza è in comune con tutte le altre classi. Il Ladro è competente nell'uso di pugnale, spada corta, mazza leggera, arco corto, balestra a mano (un'arma a distanza considerata esotica), balestra leggera, dardi, manganello e nelle armature leggere; un Ladro di taglia Media inoltre ha competenza anche nell'utilizzo di stocco, randello, mazza pesante, balestra pesante e bastone ferrato. Non significa che è limitato a questa lista, ma che se utilizza una qualsiasi altra arma subisce una penalità al tiro per colpire; se indossa un'armatura che non è leggera o se porta uno scudo, oltre che una penalità al tiro per colpire ne subisce anche alle prove di abilità che prevedono movimento. Con l'introduzione nelle meccaniche di gioco del sistema di abilità e talenti le capacità speciali del Ladro, che ora fanno parte dei suoi privilegi di classe, sono radicalmente cambiate. Il privilegio Attacco furtivo è l'evoluzione di Attacco alle spalle, mentre Trappole è l'evoluzione di Scoprire/Rimuovere trappole. Le altre tipiche abilità ladresche non sono più presenti, ma al Ladro è assegnata una folta lista di abilità di classe e molti punti da assegnare alle abilità, cosa che privilegia la versatilità alle "attività ladresche". Eludere e Schivare prodigioso sono privilegi di classe che sottolineano l'agilità e l'esperienza del Ladro. Ad alti livelli il giocatore personalizza il proprio PG Ladro poiché deve scegliere il privilegio di classe da acquisire fra quelli di una limitata lista: Colpo incapacitante, Tiro difensivo, Eludere migliorato, Opportunista, Padronanza dell'abilità, Mente sfuggente, Talento.

### D&D Terza Edizione (3.5)
La classe non ha praticamente subito modifiche nella revisione dell'edizione; l'unica modifica riguarda l'introduzione di due privilegi di classe per compatibilità con la nuova versione: Percepire trappole e Schivare Prodigioso migliorato, prima compresi in Schivare Prodigioso.

### D&D Quarta Edizione (4E)
Fedele alle altre classi presenti nella 4 edizione, il nuovo Ladro presenta due opzioni di sviluppo: una più orientata ai danni ed una specializzata nella manipolazione degli avversari. A causa della standardizzazione delle abilità, molte peculiarità che hanno caratterizzato la classe nelle precedenti versioni sono scomparse, lasciando il Ladro una classe piuttosto piatta. Novità anche nei privilegi di classe, dove sono concessi bonus ai danni inferti in caso di attacco con Vantaggio in Combattimento.

## Altre informazioni
Titoli assegnati al Ladro in base al livello (OD&D 4ª edizione'):
| Titolo | Livello                      |
| ------ | ---------------------------- |
| 1      | Apprendista                  |
| 2      | Grassatore                   |
| 3      | Rapinatore                   |
| 4      | Borsaiolo                    |
| 5      | Tagliaborse                  |
| 6      | Predone                      |
| 7      | Filibustiere                 |
| 8      | Ladro                        |
| 9      | Ladro Maestro                |
| 10     | Ladro Maestro di 10º livello |

## Ambientazioni

### Forgotten Realms
Nel Faerûn, la figura del ladro non si discosta molto dal modello classico descritto nel Manuale del Giocatore; la tipologia di ladro però varia molto da regione a regione. I ladri sono molto diffusi e quelli più intelligenti (o forse semplicemente più disonesti) spesso occupano informalmente posizioni di potere. Le gilde di ladri competono con i governanti per il controllo di molte città, come accade ad esempio a Waterdeep, mentre altre città, spesso fortificate, sono nelle mani di potenti organizzazioni criminali, come la cittadella di Zhentil Keep, quartier generale della malavita più organizzata del continente, la Rete Nera o Zhentarim. Fra le personalità più importanti ci sono pochi ladri, poiché, logicamente, non vogliono (o meglio, non possono) essere famosi; il più conosciuto è il ladro-assassino Artemis Entreri. Fra le organizzazioni segrete che hanno ladri fra le loro file si ricordano le Maschere della Notte e i Ladri dell'Ombra di Amn .